# Chênex
Chênex este o comună în departamentul Haute-Savoie din sud-estul Franței. În 2009 avea o populație de 568 de locuitori.

## Evoluția populației
| An        | 1975 | 1982 | 1990 | 1999 | 2006 | 2009 |
| --------- | ---- | ---- | ---- | ---- | ---- | ---- |
| Populație | 279  | 327  | 364  | 365  | 456  | 568  |